# TerraZoo Sontra
Koordinaten: 51° 4′ 49″ N, 9° 57′ 26″ O
Der TerraZoo Sontra ist ein Reptilium in privater Trägerschaft im hessischen Sontra.

## Beschreibung
Der TerraZoo Sontra wurde Anfang 2008 als Reptilienauffangstation Hessen von Uwe Ringelhan gegründet. Im Oktober 2010 eröffnete der Reptilienzoo. Besucher können die Tiere dort beobachten und sich über sie informieren. Seit Anfang 2011 firmiert der Zoo unter seinem heutigen Namen. Der TerraZoo Sontra zeigt im öffentlichen Bereich über 60 verschiedene Arten von Reptilien, Amphibien und Insekten. Ebenso sind dort exotische Säugetiere wie z. B. Kängurus zu finden.
Der Eigentümer RAS-Zoo gemeinnützige GmbH umfasst die beiden TerraZoos Sontra und Rheinberg sowie die Reptilienauffangstationen Hessen und NRW.

## Galerie

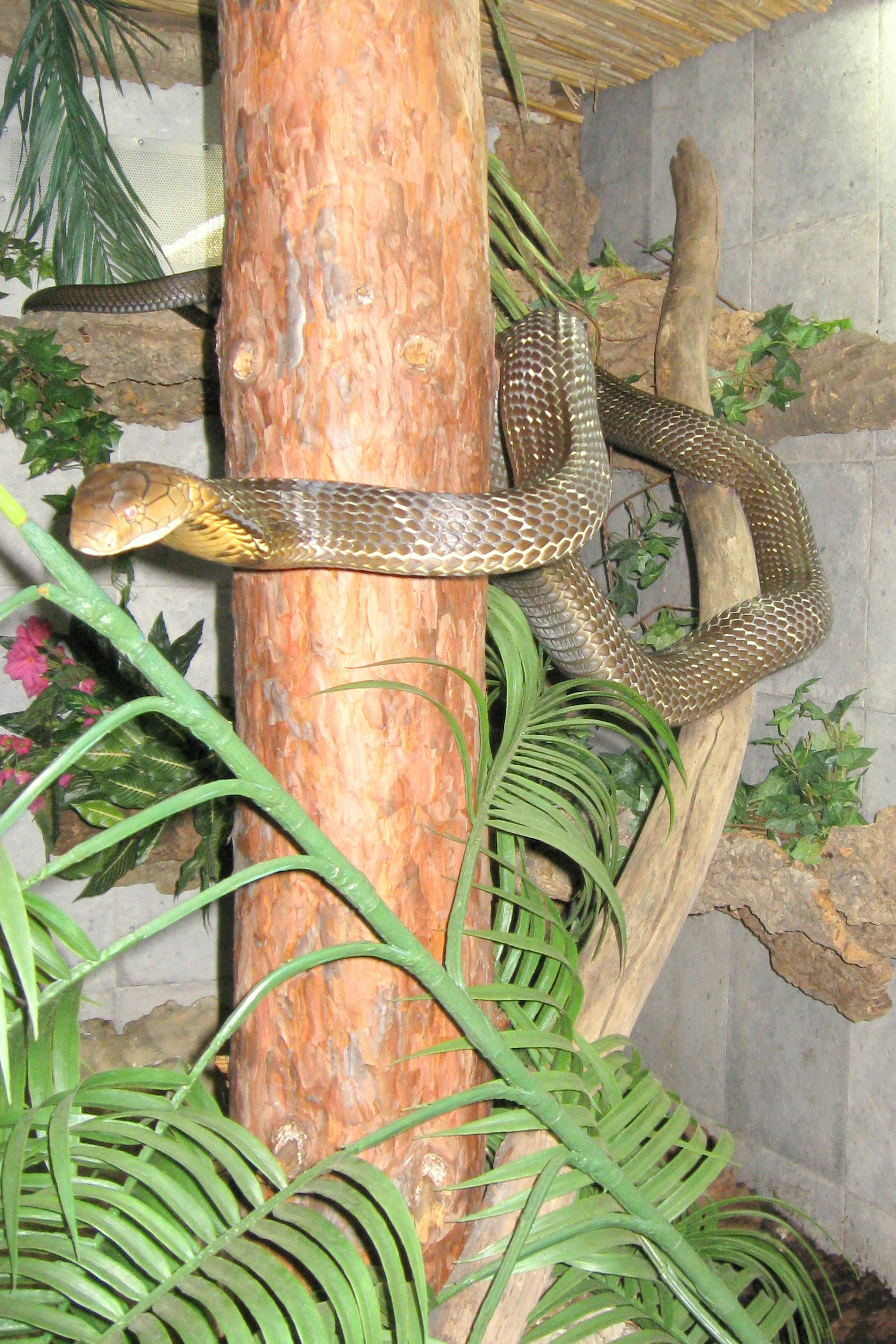
Königskobra im TerraZoo
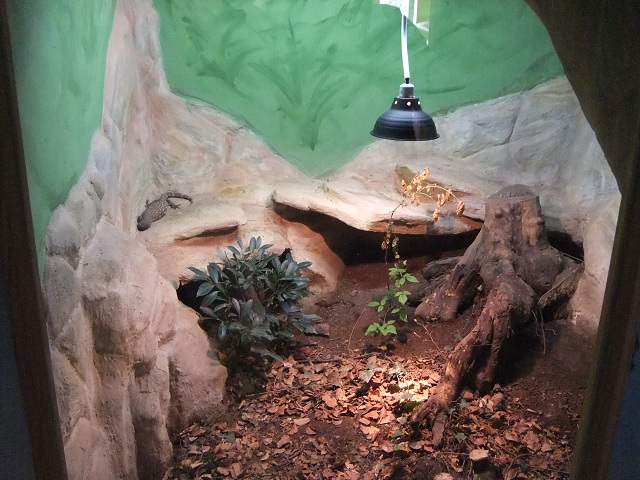
Terrarium für Krustenechsen